# Kemal Yıldırım (Fußballspieler, 1984)
Kemal Yıldırım (* 2. Februar 1984 in der Türkei) ist ein türkischer Fußballspieler, der in der türkischen Süper Lig spielte. In der Süper Lig hat er bisher in sieben Spielen ein Tor erzielt.

## Laufbahn
In der Saison von 2002/03 wechselt er von Gençlerbirliği Ankara zu Hacettepe SK. In der Saison 2009/10 wechselte zu Orduspor. Seit 2010/11 ist er vereinslos.